# تاندي ألاديسي
تاندي ألاديسي (بالإنجليزية: Tunde Aladese)‏ هي مُمثلة وكاتبة سيناريو نيجيرية. في سنة 2018، رُشحت المُمثلة لنيل جائزة الأكاديمية الأفريقية للأفلام لأفضل ممثلة في دور رئيسي.

## روابط خارجية
تاندي ألاديسي على موقع IMDb (الإنجليزية)